# Национальный праздник независимости Польши
Национальный праздник независимости Польши (пол. Narodowe Święto niepodległości) — польский национальный праздник, отмечаемый 11 ноября в память обретения независимости Польским царством (1815—1918) в 1918 году, после 123 лет, прошедших с момента третьего раздела Речи Посполитой (1795 год).
Праздник был установлен законом от 23 апреля 1937 года, отменён законом Крайовой Рады Народовой от 22 июля 1945 года, был восстановлен в период системной трансформации в Польше в 1989 году.
День независимости — общегосударственный выходной день, который сопровождается поднятием флагов, выступлением президента страны и военным парадом в центре Варшавы.

## Выбор даты
Восстановление польской независимости было постепенным процессом. Выбор даты 11 ноября можно объяснить совпадением событий в Польше с концом Первой мировой войны, благодаря заключению 11 ноября 1918 года первого компьенского перемирия, предопределившего окончательное поражение Германии. Накануне в Варшаву прибыл Юзеф Пилсудский. В те два дня, 10 и 11 ноября 1918 года, польский народ осознал себя полностью независимым, и чувство глубокого волнения и энтузиазма охватило страну.

## История

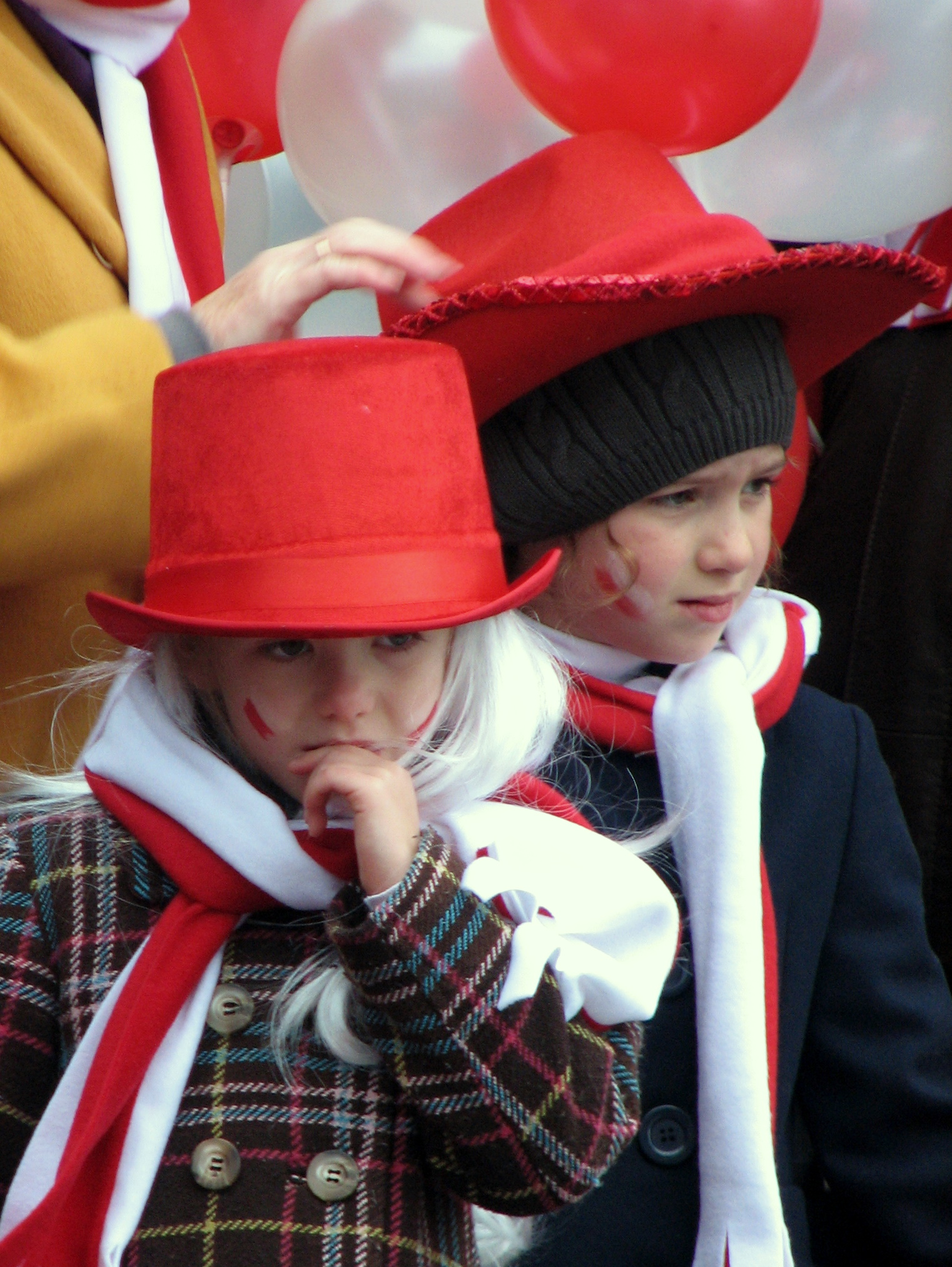
Дети, участвующие в торжествах по случаю Национального дня независимости (Гданьск, 2010)

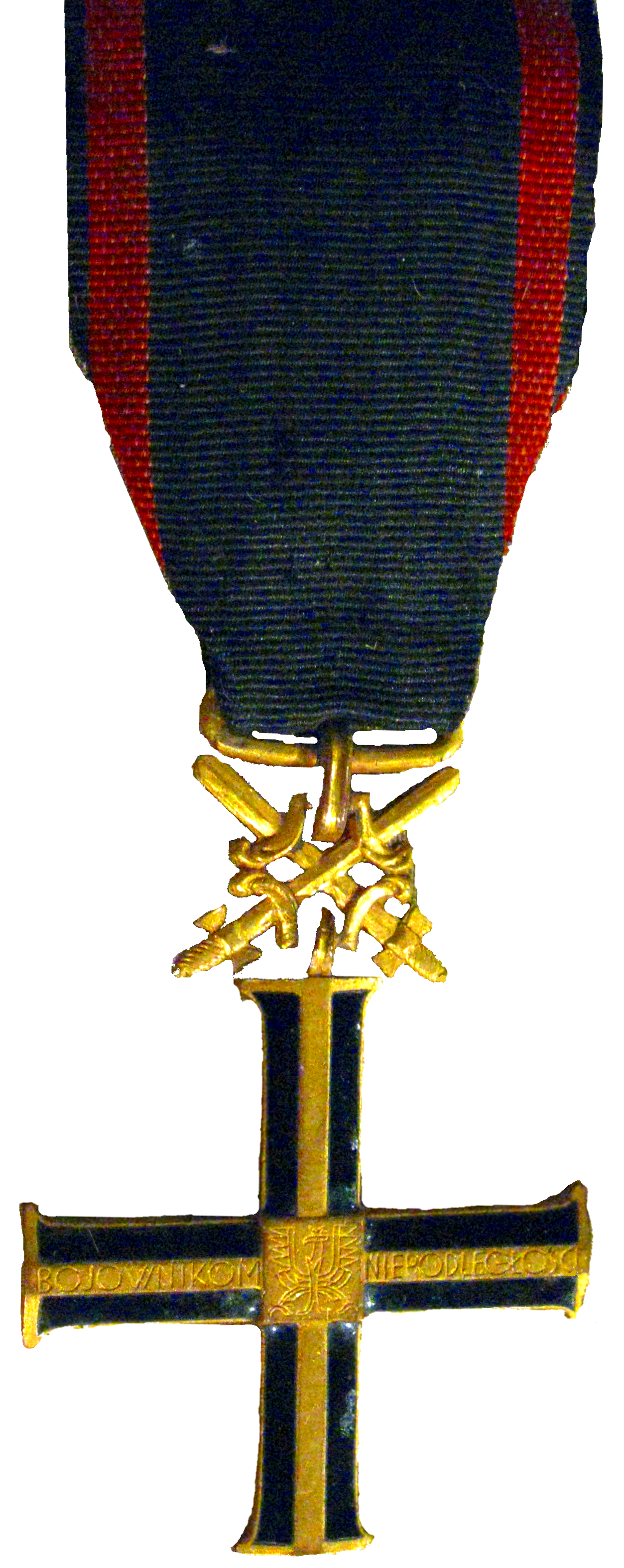
Крест Независимости

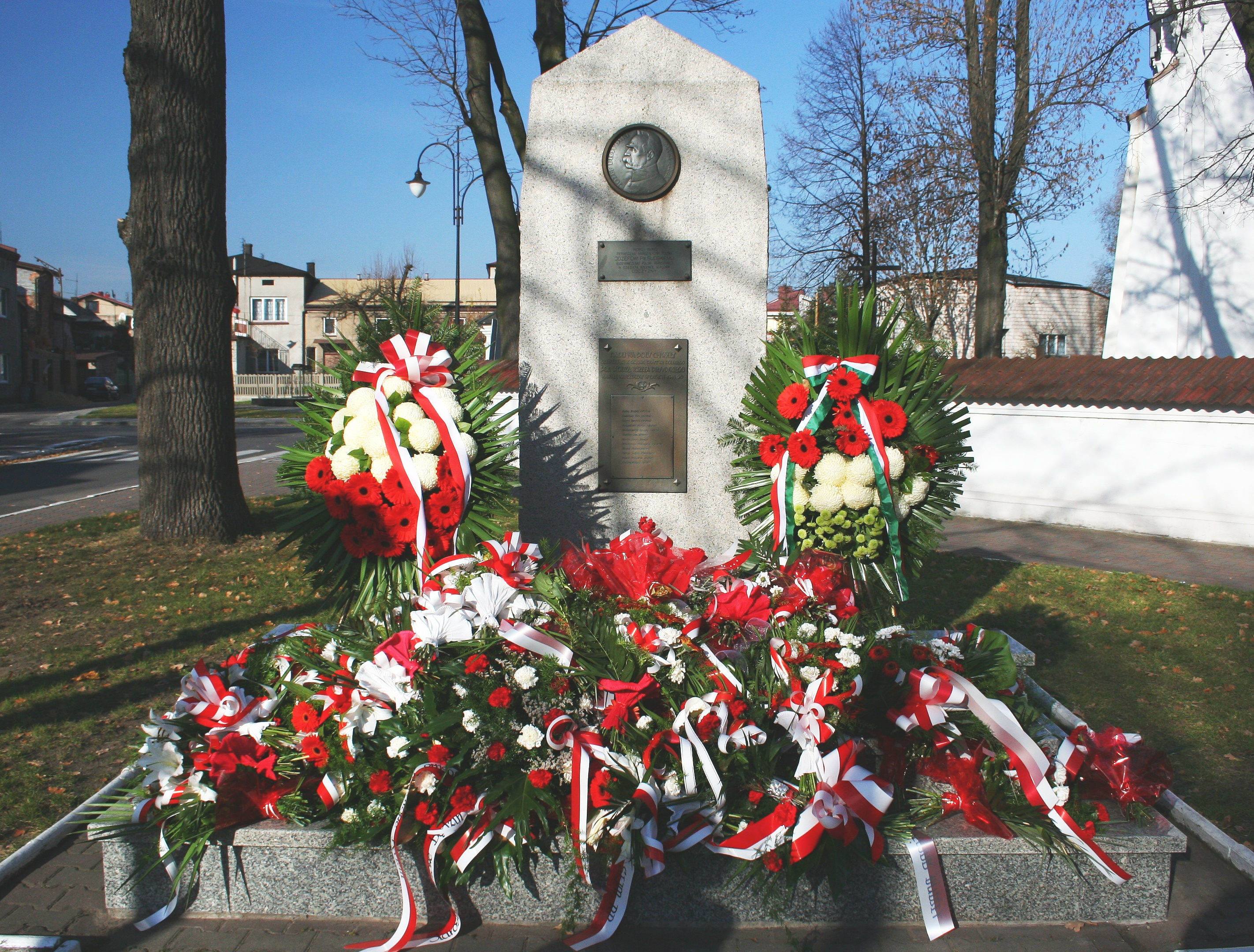
Цветы возле мемориала Юзефа Пилсудского в День Независимости

11 ноября 1918 года главой государства стал маршал Польши Юзеф Пилсудский и было сформировано первое военное правительство Польши.
В 1919—1936 годах годовщина обретения независимости праздновалась в Варшаве как торжество военного характера, которое организовывалось в первое воскресенье после 11 ноября. В 1919 году ещё не было благоприятной ситуации для проведения торжеств по случаю годовщины обретения независимости, поскольку продолжались войны на границах республики. Первый раз в полном объёме торжества были проведены 14 ноября 1920 года. В тот день чествовали Юзефа Пилсудского как победоносного главнокомандующего в Советско-польской войне, вручив ему маршальскую булаву.
До майского переворота в 1926 году празднества по случаю очередной годовщины были чисто военными торжествами. В том году 8 ноября Юзеф Пилсудский как премьер-министр издал циркуляр, устанавливающий этот день выходным для государственных чиновников. В тот же день на Саксонской площади в Варшаве проводил смотр подразделений, а после, принимал парад (последний раз в 1934 году). В 1928 году столичная Саксонская площадь была названа Площадью Маршала Юзефа Пилсудского, а через четыре года Министр Религиозных Конфессий и Народного Просвещения постановил считать этот день свободным от учёбы. Распоряжением Президента Польши от 29 октября 1930 года установлена государственная награда Крест Независимости для лиц, активно способствовавших восстановлению и укреплению независимости Польши. 11 ноября 1932 года в Варшаве был открыт Памятник лётчику.
Статус государственного праздника придан празднику независимости только 23 апреля 1937 года. В этот день отмечалось обретение государственного суверенитета и окончание Первой мировой войны, а также чествование Юзефа Пилсудского. До начала Второй мировой войны национальные торжества в этот день прошли два раза: в 1937 и 1938 годах; в 1937 году в день праздника был открыт памятник генералу Юзефу Совинскому.

## Марши
Начиная с 2010 года, ежегодно 11 ноября в Варшаве проходит «Марш независимости» по инициативе националистических ассоциаций, таких как «Национально-радикальный лагерь» и «Польская молодежь». В 2010 году на марше насчитывалось около 3000 человек, в 2011 году — более 20 000 (согласно статистике полиции). В 2013 году организаторы утверждали, что количество участников достигло 100 000 граждан. Среди участников марша — ветераны войны, политики, профессиональные спортсмены, учёные, академики и даже католическое духовенство. Во время маршей случаются столкновения с полицией, в результате которых есть пострадавшие, а также задержанные участники марша. Нередко случаются и инциденты — так, в 2020 году недалеко от Понятовского моста была случайно сожжена квартира, двумя этажами выше которой на балконе висели флаг ЛГБТ и баннер движения против ужесточения законодательства об абортах; неравнодушные пользователи собрали 30 тысяч злотых на её восстановление, а зачинщика поджога задержали.